# Cage Warriors
Cage Warriors (CW), grundlagt som Cage Warriors Fighting Championship (CWFC), er et irsk-ejet MMA-promoterselskab grundlagt i 2001, der har hovedsæde i London, Storbritannien. Mange af de største stjerner inden for MMA, har skabt deres navn i Cage Warriors, blandt andre irske Conor McGregor, engelske Michael Bisping og Paddy Pimblett og danskerne Martin Kampmann og Nicolas Dalby.
Cage Warriors har et tæt partnerskab med UFC, verdens største MMA-firma. Deres partnerskab medfører, at Cage Warriors begivenheder kan blive set internationalt på UFC's streamingtjeneste 'UFC Fight Pass'. Derudover bliver Cage Warriors' mestre ofte rekrutteret af UFC, og selskabet ses derfor ofte af kæmpere som stien til store organisationer.

## Regler
CW's kampe følger de 'Unified Rules of Mixed Martial Arts', og selskabet benytter sig af et traditionelt, 8-sidet bur.

## Nuværende CW-mestre
Cage Warriors består af en mandedivision med i alt otte vægtklasser fra fluevægt til sværvægt, samt en kvindedivision, som er sammensat af tre vægtklasser fra stråvægt til bantamvægt. Kamphistorik er formateret som 'Sejr-Tab-Uafgjort, No Contest'. De følgende lister er sidst opdateret d. 20. juli 2025, efter Cage Warriors 192.

### Herrer
| Vægtklasse  | Øvre grænse       | Mester                     | Kamphistorik | Siden                     | Titelforsvar |
| ----------- | ----------------- | -------------------------- | ------------ | ------------------------- | ------------ |
| Sværvægt    | 120,2 kg (265 lb) | Ingen                      | —            | —                         | —            |
| Letsværvægt | 93,0 kg (205 lb)  | James Webb                 | 12-5-1       | 15. november 2024 (CW180) | 1            |
| Mellemvægt  | 83,9 kg (185 lb)  | Dario Bellandi             | 9-1-0        | 25. november 2023 (CW164) | 2            |
| Weltervægt  | 77,1 kg (170 lb)  | Justin Burlinson           | 10-2-0       | 26. april 2025 (CW188)    | 0            |
| Letvægt     | 70,3 kg (155 lb)  | Samuel Silva               | 13-4-1       | 21. marts 2025 (CW186)    | 0            |
| Letvægt     | 70,3 kg (155 lb)  | Omar Tugarev (midlertidig) | 8-0-0        | 28. juni 2025 (CW191)     | 0            |
| Fjervægt    | 65,8 kg (145 lb)  | Harry Hardwick             | 13-3-1       | 25. may 2024 (CW172)      | 2            |
| Bantamvægt  | 61,2 kg (135 lb)  | Liam Gittins               | 13-4-0, 1 NC | 25. november 2023 (CW164) | 1            |
| Fluevægt    | 56,7 kg (125 lb)  | Shajidul Haque             | 17-5-0       | 31. december 2022 (CW148) | 2            |

### Kvinder
| Vægtklasse | Øvre grænse      | Mester | Kamphistorik | Siden | Titelforsvar |
| ---------- | ---------------- | ------ | ------------ | ----- | ------------ |
| Bantamvægt | 61,2 kg (135 lb) | Ingen  | —            | —     | —            |
| Fluevægt   | 56,7 kg (125 lb) | Ingen  | —            | —     | —            |
| Stråvægt   | 52,2 (115 lb)    | Ingen  | —            | —     | —            |

## UFC-mestre med CW-historik
Den følgende liste er af alle historiens UFC-mestre, der også har kæmpet for Cage Warriors. Kamphistorik er formateret som 'Sejr-Tab-Uafgjort, No Contest'. Listen er sidst opdateret d. 29. juni 2025. 
|  | Nuværende mester i UFC |

| Nr. | Kæmper               | UFC-vægtklasse     | UFC-titelsejre | CW-historik |
| --- | -------------------- | ------------------ | -------------- | ----------- |
| 1   | Joanna Jędrzejczyk   | Stråvægt (kvinder) | 6              | 1-0-0       |
| 2   | Conor McGregor       | Fjervægt           | 1 (2)          | 4-1-0       |
| 2   | Conor McGregor       | Letvægt            | 1              | 4-1-0       |
| 3   | Michael Bisping      | Mellemvægt         | 1              | 4-0-0       |
| 4   | Tom Aspinall         | Sværvægt           | 0 (2)          | 2-0-0       |
| 5   | Ilia Topuria         | Fjervægt           | 2              | 1-0-0       |
| 5   | Ilia Topuria         | Letvægt            | 1              | 1-0-0       |
| 6   | Jack Della Maddalena | Weltervægt         | 1              | 1-0-0       |

- Note 1: UFC-vægtklasse ræpresenterer kun den vægtklasse kæmperen var mester i.
- Note 2: UFC-titelsejre i parentes inkluderer midlertidige titler.